# Syrianarpia
Syrianarpia is een geslacht van vlinders van de familie grasmotten (Crambidae), uit de onderfamilie Scopariinae.

## Soorten
- S. faunieralis Gianti, 2005
- S. kasyi Leraut, 1983
- S. mendicalis (Staudinger, 1879)
- S. osthelderi Leraut, 1982